# Ancylolomia croesus
Ancylolomia croesus là một loài bướm đêm trong họ Crambidae.